# Fronte militare clandestino
Le Fronte militare clandestino (FMC, pour « Front militaire clandestin ») a été une organisation militaire clandestine de la Résistance romaine.

## Histoire
Après l'Armistice de Cassibile du 8 septembre 1943, Rome est immédiatement occupée par les troupes allemandes soutenues par les groupes fascistes restés fidèles à Benito Mussolini.
Le 23 septembre 1943, certains officiers et militaires italiens du Regio Esercito rejoignent le Fronte militare clandestino fondé par le colonel de l'état-major Giuseppe Cordero Lanza di Montezemolo qui reste actif jusqu'au mois de janvier 1944, quand il est capturé par les Allemands.
Toujours à Rome, au mois de février 1944, le général Filippo Caruso constitue le Fronte clandestino di resistenza dei carabinieri aussi connu sous le nom de Banda Caruso.
Sur ordre du général Caruso, le lieutenant-colonel des carabiniers Ugo Luca, en service auprès du Servizio informazioni militare, reste à Rome pendant l'occupation allemande afin d'assumer la fonction de responsable du Nucleo informativo del Fronte militare clandestino, en relation étroite avec le Comando carabinieri Italia Meridionale.
Le 12 décembre 1943 le Fronte militare clandestino saisit auprès de l'IPZS, piazza Verdi, une importante quantité de papier filigrané employé dans l'impression de cartes de rationnement devenues précieuses à la suite de la montée de la famine en ville due à l'ordre donné aux boulangers par les autorités de panifier un jour sur deux à cause du manque de farine. Avec le papier prélevé, plus de 500 000 fausses cartes sont imprimées.
Jusqu'au mois de mars 1944 le FMC est commandé par le général Quirino Armellini, remplacé par le CLN par le général Roberto Bencivenga.
Le 16 mai 1944 le Fronte clandestino est décimé à cause de l'arrestation de nombreux membres par la Gestapo (16-23 mai) : le lieutenant colonel Luigi Cano, le major Alfio Brandimarte, le capitaine Fulvio Mosconi, chef de la banda Fulvi.

## Officiers du Fronte militare clandestino
Liste non exhaustive :
- Giuseppe Cordero Lanza di Montezemolo
- Manfredi Azzarita
- Alfeo Brandimarte
- Umberto Lusena
- Pietro Pappagallo
- Simone Simoni
- Renato Mazzolani
- Vito Artale (Général)
- Filippo Caruso
- Ugo Luca
- Ettore Musco
- Fulvio Mosconi
- Quirino Armellini
- Roberto Bencivenga

### Filmographie
- (it) Dieci Italiani per un tedesco,  réalisation Filippo Ratti, avec Gino Cervi, Andrea Checchi, Ivo Garran, 1951

## Source de la traduction
- (it) Cet article est partiellement ou en totalité issu de l’article de Wikipédia en italien intitulé « Fronte militare clandestino » (voir la liste des auteurs).